# Kongerslev
Kongerslev – miasto w Danii, w regionie Jutlandia Północna, w gminie Aalborg.